# Кевой
Кевой ( чеч. Кевой) — один з чеченських тайпів, що входить в тукхум овхой. Представники цього тайпу проживають у Новолакському та Хасавюртівському районах Дагестану.

## Етимологія
На думку чеченського історика, кандидата історичних наук Сайпуді Натаєва, назву тайпу Кевої можна перекласти як воїни, стражники. За його-ж твердженням в основі етноніма лежить чеч. «Ке» Ворота.

## Історія
Написання Кевой в І. А. Арсаханова (Арсаханов, 1959, с. 9) , у У. Г. Осмаєва Кевой (Кей), а в А. С. Сулейманова Кеной (ймовірно друкарська помилка або описка).
У роботі 1959 року чеченський лінгвіст І. А. Арсаханов ввів тайп Кевої у склад аухівців.
Чеченський дослідник- краєзнавець, педагог та народний поет А. С. Сулейманов, у мікротопонімії с. Яриксу-Аух (ГIачалкъа) привів топонім Кевойн атагӀа (Кевойн атага) «Кевойців долина» — пасовища на південному сході від селища. У нього ж Кевой – етнонім. Сайпуді Натаєв пов'язує топонім з тайпом.
У. Г. Осмаєв у своїй книзі під назвою «Чечня: голоси часів» зафіксував представників тайпу Кевой в селі Бамматюрт.

## Литература
- Арсаханов И. А. Аккинский диалект в системе чечено-ингушского языка. — Грозний, 1959. — С. 180.
- Дешериев Ю.Д. Сравнительно-историческая грамматика нахских языков и проблемы происхождения и исторического развития горских кавказских народов. — Грозный : Чечено-Ингушское книжное изд-во, 1963. — 554 с.
- Осмаев У. Г. Чечня: голоса времен. — Махачкала : Юпитер, 2005. — 670 с. — 2000 прим. — ISBN 5789500676, 9785789500675.
- Дадаева А. И. Фонетические особенности аккинского диалекта чеченского языка : дис. на соиск. учёной степ. канд. филол. наук: 10. 02. 02 / Науч. рук. А. Г. Магомедов. — Дагестанский научный центр РАН. Институт языка, литературы и искусства им. Г. Цадасы. — Махачкала, 2005. — 172 с.
- Сулейманов А. С. Топонимия Чечни / Ред. Т. И. Бураева. — Грозный : ГУП "Книжное издательство", 2006. — 711 с. — 5000 прим. — ISBN 5-98896-002-2.
- Натаев С. А. ЧЕЧЕНСКИЕ ТАЙПЫ. Проблемы изучения природы, структуры и исторической динамики социальных институтов чеченцев. — Махачкала, 2013. — С. 413. — ISBN 978-5-4242-0117-2.